# Кими (филм)
„Кими“ (на английски: Kimi) е американски трилър от 2022 г. на режисьора Стивън Содърбърг, по сценарий на Дейвид Коп. Главните роли се изпълняват от Зоуи Кравиц и Рита Уилсън. Филмът е пуснат на 10 февруари 2022 г. по HBO Max.

## Актьорски състав
| Актьор           | Роля                              |
| ---------------- | --------------------------------- |
| Зоуи Кравиц      | Анджела Чайлдс                    |
| Рита Уилсън      | Натали Чаудхури, шефка на Анджела |
| Индия Де Бьюфорт | Шарън                             |
| Емили Курода     | Доктор Сара Бърнс                 |
| Барън Бауърс     | Тери Хюз                          |
| Алекс Добренко   | Дариус                            |
| Джейми Камил     | Антонио Ривас                     |
| Джейкъб Варгас   | Гангстерът с очилата              |
| Дерек ДелГаудио  | Брадли Хаслинг                    |
| Ерика Кристенсен | Саманта Герити                    |
| Дейвид Ратрей    | Кевин                             |
| Анди Дейли       | Крисчън Холоуей                   |
| Робин Гивънс     | Госпожа Чайлдс, майка на Анджела  |
| Чарлс Халфорд    | Големият гангстер                 |
| Дейвид Уейн      | Зъболекаря на Анджела             |
| Калеб Емери      | Работник в Tech Hub               |

## Продукция
На 25 февруари 2021 г., става ясно, че Стивън Содърбърг ще режисира филма на New Line Cinema – „Кими“ с участието на Зоуи Кравиц. През март 2021 г., Байрън Бауърс, Джейми Камил, Джейкъб Варгас и Дерек ДелГаудио се включиха в актьорския състав. През април 2021 г. Ерика Кристенсен и Девин Ратрей се включиха в състава. Снимачния процес започна през април 2021 г. в Лос Анджелис, където са заснети по-голямата част от интериорните сцени. През май, производството се премести в Сиатъл, за да заснемат екстериорните сцени.